# 钨酸锰
钨酸锰是一种无机化合物，化学式为MnWO4。它在自然界中以Hübnerite矿物的形式存在。

## 制备及反应
钨酸锰可由氯化锰和钨酸钠在水溶液中反应制得，或由三氧化二锰和三氧化钨高温反应制得：
MnCl2 + Na2WO4 → MnWO4 + 2 NaCl
Mn2O3 + 2 WO3 → 2 MnWO4 + 1⁄2O2
它和氨在800 °C反应，可以得到MnWN2。它和Pr2WO6在高温反应，可以得到棕色的MnPr2W2O10。